# Polanco (métro de Mexico)
Pour les articles homonymes, voir Polanco.
Polanco est une station de la Ligne 7 du métro de Mexico, située à l'ouest de Mexico, dans la délégation Miguel Hidalgo.

## La station
La station ouverte en 1984, doit son nom à la Colonia Polanco, une des plus grandes zones de boom économique de la capitale mexicaine, connue tant pour son architecture que le nombre de sociétés, de restaurants, de centres commerciaux, d'hôtels et d'ambassades qu'on y trouve. L'image de la station représente la silhouette de la Tour de l'Horloge située dans le Parc Lincoln.